# Acido pipemidico
L'acido pipemidico è un chemioterapico appartenente al gruppo dei chinoloni utilizzato nella terapia delle infezioni del tratto urinario. L'attività dell'antibiotico è simile a quella dell'acido nalidixico, rispetto al quale viene considerato più attivo ed efficace.

## Farmacodinamica
Il farmaco ha un'azione battericida che si esplica tramite inibizione della duplicazione del DNA cromosomico.
Lo spettro d'azione è ampio e comprende germi gram-negativi (e fra questi la stessa Pseudomonas aeruginosa) e gram-positivi, normalmente responsabili di infezioni urinarie.

I microorganismi più sensibili sono Escherichia coli, Proteus mirabilis ed altre varietà (Proteus morganii e Proteus vulgaris), Serratia, Salmonella, Shigella, Aerobacter, Klebsiella. 
Il farmaco è inoltre attivo ed efficace nei confronti di gonococchi ed enterococchi.
L'acido pipemidico è anche in grado di inibire la duplicazione del DNA plasmidico, impedendo così l'insorgenza e la trasmissione di resistenza. 
Si è dimostrato efficace contro alcuni germi resistenti agli acidi piromidico e nalidixico. 
L'attività del composto viene svolta entro ampie variazioni del pH urinario ( segnatamente tra 5 e 9).

## Farmacocinetica
Dopo somministrazione per via orale viene ben assorbito dal tratto gastrointestinale e si distribuisce nei diversi tessuti corporei raggiungendo concentrazioni elevate nelle urine, nel rene, nella prostata e nell'intestino. I livelli urinari sono normalmente superiori ai livelli plasmatici: la concentrazione plasmatica massima (Cmax) viene comunque raggiunta entro 2 ore dall'assunzione. Il legame con le proteine plasmatiche appare ridotto e generalmente compreso tra il 15-20 ed il 30%.

Solo una frazione della molecola viene biotrasformata nell'organismo ad acido acetilpipemidico, formilpipemidico e ossopipemidico.
Il composto viene eliminato attraverso l'emuntorio renale (50-70% circa) in forma immodificata per filtrazione glomerulare e, in parte, per secrezione nel tubulo prossimale. Una piccola quota è eliminata nelle feci.
 
Nei soggetti con ridotta escrezione renale, aumenta proporzionalmente la quota che viene eliminata con le feci. Per questo motivo il farmaco può essere somministrato anche a soggetti affetti da insufficienza renale, senza dover temere il verificarsi di fenomeni di accumulo.

## Tossicologia
Studi sperimentali su animali (topo) hanno messo in evidenza valori di DL50 pari a 4000 mg/kg peso corporeo (quando viene assunto per via orale), di 1000 mg/kg (in caso di somministrazione per via intraperitoneale) e di 50 mg/kg (nel caso di somministrazione endovenosa).

## Usi clinici
Il composto è indicato nel trattamento delle infezioni delle vie urinarie, 
comprese quelle postoperatorie o secondarie ad indagini strumentali (ad esempio cateterismo vescicale). È inoltre indicato nelle cistiti,
pieliti, cistopieliti, nefriti e pielonefriti,
uretriti e prostatiti.

## Effetti collaterali e indesiderati
Durante il trattamento sono stati segnalati disturbi gastrointestinali, prevalentemente dispepsia, nausea, e dolore addominale, generalmente in regione epigastrica. Questi fenomeni si attenuano somministrando il farmaco a stomaco pieno.

Con maggiore rarità sono stati segnalati disturbi da ipersensibilità quali rash cutaneo, eruzioni cutanee di tipo esantematico oppure orticarioide, e talvolta anafilassi. 
Come per altri chinoloni in letteratura medica sono riportati casi di fotosensibilizzazione.
 
Eccezionalmente si possono osservare disturbi neurologici con manifestazioni neurosensoriali e psichiche caratterizzati da vertigini, atassia e altri disturbi dell'equilibrio, convulsioni, particolarmente nei soggetti in età avanzata. È stata segnalata anche la possibilità di insorgenza di discrasie ematiche (leucopenia, anemia emolitica, trombocitopenia).

## Controindicazioni
Il composto non deve essere utilizzato nei soggetti con ipersensibilità nota al principio attivo oppure ad uno qualsiasi degli eccipienti contenuti nella formulazione farmacologica.

Risulta inoltre controindicato nel trattamento di soggetti in età pediatrica. Per evitare il rischio di fotosensibilizzazione è consigliata la riduzione del tempo di esposizione al sole.

## Dosi terapeutiche
Nel soggetto adulto viene consigliata la somministrazione per via orale di 800 mg al giorno (equivalenti a due compresse), suddivisi in due assunzioni, preferibilmente dopo i pasti. La durata standard di trattamento è di circa 10 giorni, ma può essere variata in considerazione del tipo di infezione in atto (forme croniche o recidive).

## Sovradosaggio
In caso di sovradosaggio volontario od accidentale si possono verificare nausea, vomito, convulsioni, psicosi tossica, letargia, acidosi metabolica, aumento della pressione intracranica. 
Come misure di supporto, se la diagnosi di intossicazione è precoce, si può praticare la lavanda gastrica mentre è preferibile non ricorrere alla induzione del vomito (ad esempio tramite sciroppo di ipecacuana). Nei pazienti con intossicazione più grave, che presentano disordini convulsivi, in aggiunta alle normali misure di supporto delle funzioni vitali è possibile ricorrere ad una terapia anticonvulsivante.

## Interazioni
- Eritromicina: la contemporaneamente somministrazione con acido pipemidico può essere responsabile dell'insorgenza di porpora trombocitopenica.
- Teofillina: la co-somministrazione può determinare un significativo prolungamento dell'emivita della xantina.[30]